# Clara Beranger
Clara Beranger (nacida Strouse; 14 de enero de 1886 - 10 de septiembre de 1956) fue una guionista estadounidense de la era del cine mudo y miembro del cuerpo docente original de la USC School of Cinematic Arts.

## Biografía
Beranger nació con el nombre de Clara Strouse en Baltimore, Maryland, hija de Benjamin y Fannie (Kahn) Strouse. Su familia era de ascendencia judía alemana.
En 1907 se graduó en Artes en The Baltimore Women's College, ahora conocido como Goucher College. Poco después, se mudó a Nueva York y se dedicó al periodismo, escribiendo para varias revistas y dedicando tiempo a estudiar teatro. El 23 de octubre de 1907, se casó con Albert Berwanger,con quien tuvo una hija, Frances Berwanger, en 1909. Cuando empezó a escribir, cambiaría su apellido a Beranger.

### Inicios en la pantalla
Utilizando el seudónimo de Charles S. Beranger, su primer empleo en la pantalla fue como freelance, escribiendo para las compañías Edison, Vitagraph y Kalem, a quienes proporcionó muchos originales así como continuidades de otras obras. Su éxito atrajo cierta atención y fue nombrada redactora de Fox Corporation. Escribió varios guiones para la popular estrella infantil Baby Marie Osborne, así como una adaptación muy elogiada de A Tale of Two Cities. Beranger también escribió The Interloper para Kitty Gordon, The Bluffer para June Elvidge y The Mirror para Marjorie Rambeau, aunque muchas de estas películas se consideran perdidas. Con Forrest Halsey, Beranger escribió la obra de teatro, His Chinese Wife, que recibió buenas críticas y se convirtió en uno de los éxitos de la temporada 1919-1920.

### Hollywood
En 1921 Beranger, junto con su hija Frances, que entonces tenía doce años, emigró a Hollywood para escribir películas. Firmó un contrato para la corporación Famous Players-Lasky de Cecil B. DeMille. Escribió o contribuyó a más de 24 producciones de DeMille, y produjo Come Out of the Kitchen y Girls para Marguerite Clark; Sadie Love y Wanted: A Husband para Billie Burke; Judy of Rogue's Harbor para Mary Miles Minter; The Fear Market para Alice Brady; The Cost para Violet Heming; Half an Hour para Dorothy Dalton; Civilian Clothes para Thomas Meighan, Notoriety para Bebe Daniels; y el clásico Dr. Jekyll y Mr. Hyde para John Barrymore.
 

En una entrevista con Louella Parson en 1922, Beranger dijo:
Estaré en California cuando el Sr. DeMille comience sus operaciones. Con mi antiguo contrato escribía ocho continuidades al año; ahora que trabajo sólo para William DeMille, escribo cuatro. Eso me da la oportunidad de ver mi trabajo desde la historia hasta la pantalla. Me permite repasar mi guion, escena por escena, con el productor, para que pueda hacer la película sin casi cambios. Antes, tenía que mantenerme trabajando continuamente para poder terminar las ocho películas a tiempo para los diferentes directores para los que estaba escribiendo. 

### William DeMille
En 1921, Beranger conoció a su futuro marido William DeMille y trabajó en la adaptación de Miss Lulu Bett, la obra ganadora del premio Pulitzer sobre una joven que descubre que está casada con un hombre que ya estaba casado. Aunque hoy en día no es tan famoso como Cecil, y pese a que la mayoría de sus películas mudas se han perdido, William todavía es considerado uno de los directores de cine mudo más respetados. Miss Lulu Bett muestra un toque delicado al contar las desgracias de una solterona empobrecida en un pequeño pueblo.
Además de Beranger, DeMille William tuvo otros romances: con otra guionista, Olga Printzlau, y con Lorna Moon, con la que tuvo un hijo. Sin embargo, el romance con Beranger fue el que hizo que pidiera el divorcio en junio de 1926. William DeMille (50) y Clara Beranger (42) se casarían en Albuquerque, Nuevo México, el 14 de agosto de 1928, en el salón a bordo de "The Chief", un tren especial transcontinental. William DeMille afirmó en su libro Hollywood Saga que Beranger escribió todos sus guiones cinematográficos entre 1921 y 1928: "En abril de 1928, acababa de terminar Tenth Avenue, mi cuadragésima quinta producción y estaba trabajando en Craig's Wife con Clara Beranger, quien había escrito los guiones de todas mis películas durante siete años y continuó haciéndolo incluso después de nuestro matrimonio".
Después de casarse con un miembro de la dinastía DeMille, Beranger continuaría escribiendo, incluyendo Craig's Wife (1928) para Irene Rich y This Mad World (1930) para Kay Johnson. William perdería todo durante la Depresión y dependería del apoyo de Beranger, hasta que esta le pidió a Cecil DeMille que lo contratara para escribir guiones.

### USC School of Cinematic Arts
Beranger se retiraría de escribir películas en 1934, aunque siguió escribiendo en revistas como Liberty y Good Housekeeping, y publicando libros. Beranger trabajó como docente en la USC School of Cinematic Arts, que había comenzado en 1929 como una colaboración entre la Universidad del Sur de California y la Academia de Artes y Ciencias Cinematográficas. Entre el equipo docente también se encontraban los actores Douglas Fairbanks y Mary Pickford, los directores DW Griffith y Ernst Lubitsch, y los productores Irving Thalberg y Darryl Zanuck. Cecil DeMille dotaría económicamente al Departamento de Drama, del que su hermano William sería nombrado Director.
Beranger fue una gran defensora de la idea de que Hollywood tenía la responsabilidad de enseñar a la próxima generación de artistas y escribiría un texto que tuvo mucha repercusión, Writing for the Screen, en 1950. Beranger continuaría dando conferencias sobre escritura de guiones durante el resto de su vida. Sufrió un ataque cardíaco y murió en 1956.

## Filmografía
- Memories of His Youth (1913, escenario)
- The Master Mind (1914, escenari0)
- Cameo Kirby (1914, no acreditado)
- The Galley Slave (1915, escenario)
- Princess Romanoff (1915, escanario)
- From the Valley of the Missing (1915, escenario)
- Anna Karenina (1915, escritora)
- Her Mother's Secret (1915/I, escenario, no acreditada)
- Mary Moreland (1917)
- The Mirror (1917)
- The Slave Market (1917, escenario)
- The Greater Woman (1917, no confirmada)
- The Dormant Power (1917, escritora)
- The Debt (1917, escritora)
- Motherhood (1917/I, escritora)
- The Golden Wall (1918)
- The Interloper (1918)
- Appearance of Evil (1918, escenario)
- Winning Grandma (1918, escenario)
- The Way Out (1918, escenario)
- Milady o' the Beanstalk (1918, escenario)
- The Voice of Destiny (1918, guion)
- The Love Net (1918, escritora)
- By Hook or Crook (1918, escritora)
- The Beloved Blackmailer (1918, escritora)
- Dolly Does Her Bit (1918, escritora)
- The Grouch (1918, escenario)
- The Little Intruder (1919)
- The Hand Invisible (1919)
- Heart of Gold (1919)
- The Praise Agent (1919, escenario)
- Phil for Short (1919, escenario)
- Hit or Miss (1919, escenario)
- The Unveiling Hand (1919, escenario)
- The Bluffer (1919, guion)
- Dust of Desire (1919, guion, escritora)
- Wanted: A Husband (1919, escritora)
- Sadie Love (1919, escritora)
- Bringing Up Betty (1919, escritora)
- The Firing Line (1919, escritora)
- Girls (1919, escritora)
- Come Out of the Kitchen (1919, escritora)
- Half an Hour (1920)
- White Youth (1920, escritora)
- Flames of the Flesh (1920, guion)
- Blackbirds (1920, escritora)
- Civilian Clothes (1920, escritora)
- The Cost (1920, escritora)
- Judy of Rogue's Harbor (1920, escritora)
- The Fear Market (1920, escritora)
- Dr. Jekyll and Mr. Hyde (1920)
- Miss Lulu Bett (1921, adaptación)
- Exit the Vamp (1921, guion)
- The Gilded Lily' (1921, guion)
- The Wonderful Thing (1921, escritora)
- A Heart to Let (1921, escritora)
- Sheltered Daughters (1921, escritora)
- Her Husband's Trademark (1922, guion)
- Clarence (1922, escritora)
- Nice People (1922, escritora)
- Bought and Paid For (1922, escritora)
- Grumpy (1923, adaptació, guion)
- The World's Applause (1923, guion)
- Don't Call It Love (1923, escritora)
- The Marriage Maker (1923, escritora)
- Only 38 (1923, escritora)
- The Bedroom Window (1924, guion)
- The Fast Set (1924, escritora)
- Icebound (1924 film) (1924, escritora)
- Locked Doors (1925, guion)
- New Brooms (1925, escritora)
- Lost: A Wife (1925, escritora)
- Men and Women (1925, escritora)
- Don Juan's Three Nights (1926, escritora)
- Nobody's Widow (1927, adaptación)
- The Forbidden Woman (1927, adaptación, guion)
- The Little Adventuress (1927, adaptación, guion)
- Almost Human (1927, guion, títulos)
- Craig's Wife (1928, adaptación)
- The Idle Rich (1929, escritora)
- This Mad World (1930, adaptación, guion)
- His Double Life (1933, adaptación)
- Social Register (1934, escritora)